# Drumul european E34
Drumul european 34 (E34) este un drum care leagă Knokke de Bad Oeynhausen. Între Knokke și Zelzate există semafoare, deci nu este o autostradă. Secțiunea belgiană este cunoscută sub denumirea de „autostrada Nordului”.

## Traseu
| Belgia        |                             |                |                              |
|               | Traseu                      |                | Intersecții Drumuri Europene |
| RN830         | Knokke-Heist - Zelzate      | Knokke         | E403 E404                    |
| A11           | Zelzate - Anvers            |                |                              |
| R2            | Anvers                      |                |                              |
| R1            | Anvers                      | Anvers         | E17 E19                      |
| A13 E313      | Anvers - Ranst              | Anvers         |                              |
| A21           | Ranst - Retie               |                |                              |
| Țările de Jos |                             |                |                              |
| A67           | Hapert⁠(d) - Venlo           | Eindhoven      | E25 E312                     |
| Germania      |                             |                |                              |
| BAB 40        | Straelen - Duisburg         |                |                              |
| BAB 3 E35 E41 | Duisburg - Oberhausen       |                |                              |
| BAB 2         | Oberhausen - Bad Oeynhausen | Dortmund       | E331                         |
| BAB 2         | Oberhausen - Bad Oeynhausen | Bad Oeynhausen | E30                          |